# Get Low (Lil-Jon-Lied)
Get Low (englisch etwa für „Geh runter“) ist ein Lied der US-amerikanischen Hip-Hop-Gruppe Lil Jon & The East Side Boyz, das sie zusammen mit dem Rap-Duo Ying Yang Twins aufnahm. Der Song erschien am 8. Oktober 2002 auf ihrem vierten Studioalbum Kings of Crunk und wurde am 19. Februar 2003 als dritte Single aus diesem veröffentlicht.

## Inhalt
| Liedteil   | Künstler               |
| Refrain    | Kaine, D-Roc & Lil Jon |
| 1. Strophe | Kaine                  |
| 2. Strophe | D-Roc                  |
| 3. Strophe | Lil Jon                |
| 4. Strophe | Lil’ Bo                |
| 5. Strophe | D-Roc                  |

Get Low ist ein Clubsong, der dem Genre Dirty Rap zuzuordnen ist und zahlreiche sexuelle Anspielungen enthält. Die Rapper animieren die Hörer zum Tanzen und richten sich vor allem an Frauen, die ihre Hinterteile bewegen und twerken sollen. Weitere Themen sind Partymachen und Alkoholkonsum. Wie für Crunk typisch, werden die Texte teilweise ins Mikrofon geschrien.

“Get low (get low), get low (get low, yay, yay)

To the window (to the window)

To the wall (to the wall)

’Til sweat drop down my balls (My balls)

’Til all these bitches crawl (Crawl)”

## Produktion
Das Lied wurde von Lil Jon selbst produziert. Er fungierte neben den Ying Yang Twins und East-Side-Boyz-Mitglied Big Sam auch als Autor.

## Musikvideo
Bei dem zu Get Low gedrehten Musikvideo führten Life Garland und Lil Jon selbst Regie. Es verzeichnet auf YouTube über 151 Millionen Aufrufe (Stand: Juni 2024). Zu Beginn betreten Lil Jon & The East Side Boyz den Nachtclub „Body Tap“, wo sie feiern und zwischen dem Publikum Tänzerinnen an der Stange beim Tanzen zusehen. Die Ying Yang Twins befinden sich derweil mit zwei Frauen in einem Friseursalon und rappen ihre Strophen. Kurz darauf sind alle Rapper in einer Frauenumkleide zu sehen, wo sie den Song rappen, während leichtbekleidete Frauen um sie herum tanzen. Anschließend wechselt das Geschehen zwischen Club, Umkleide und Friseursalon hin und her, wobei jeweils twerkende Frauen mit im Bild sind. Schließlich wird im Club ein Boxkampf zwischen zwei Frauen in einem Swimmingpool veranstaltet und auch die Rapper haben einen Auftritt vor Publikum. Lil Jon trägt die ganze Zeit eine Sonnenbrille.

## Single

### Covergestaltung
Das Singlecover zeigt Lil Jon & The East Side Boyz – von links nach rechts Lil’ Bo, Lil Jon und Big Sam – die schwarz-weiß gekleidet sind und weiße Basecaps tragen. Lil Jon trägt zudem eine Sonnenbrille und öffnet den Mund. Im unteren Bildteil befinden sich die schwarz-weißen Schriftzüge Get Low, Lil Jon & The East Side Boyz sowie featuring Ying Yang Twins. Der Hintergrund ist komplett in Schwarz gehalten.

### Remix
Auf der Single ist neben der Originalversion auch ein offizieller Remix des Songs enthalten, zu dem ebenfalls ein Musikvideo gedreht wurde. Auf dem Remix haben die Rapper Busta Rhymes und Elephant Man Gastbeiträge.

### Titellisten
Single
1. Get Low (Original) feat. Ying Yang Twins – 4:15
2. Get Low (Remix) feat. Busta Rhymes, Elephant Man & Ying Yang Twins – 3:57

Maxi
1. Get Low (Remix, Radio Edit) feat. Busta Rhymes, Elephant Man & Ying Yang Twins – 3:57
2. Get Low (Original, Radio Edit) feat. Ying Yang Twins – 4:15
3. Get Low (Remix, Full Length) feat. Busta Rhymes, Elephant Man & Ying Yang Twins – 5:19
4. Get Low (Meringue Mix) feat. Ying Yang Twins – 4:04
5. Get Low (Original, Video) – 5:34
6. Get Low (Remix, Video) – 4:26

### Chartplatzierungen
Get Low stieg am 9. Februar 2004 auf Platz 73 in die deutschen Singlecharts ein und erreichte sechs Wochen später mit Rang elf die höchste Position. Insgesamt hielt sich der Song 19 Wochen lang in den Top 100. Erfolgreicher war die Single mit Platz zwei und 45 Chartwochen in den Vereinigten Staaten sowie Rang zehn und acht Wochen im Vereinigten Königreich. In den deutschen Single-Jahrescharts 2004 erreichte das Lied Position 50.
| ChartsChartplatzierungen       | Höchstplatzierung | Wochen |
| ------------------------------ | ----------------- | ------ |
| Deutschland (GfK)              | 11 (19 Wo.)       | 19     |
| Österreich (Ö3)                | 21 (16 Wo.)       | 16     |
| Schweiz (IFPI)                 | 44 (9 Wo.)        | 9      |
| Vereinigte Staaten (Billboard) | 2 (45 Wo.)        | 45     |
| Vereinigtes Königreich (OCC)   | 10 (8 Wo.)        | 8      |

| ChartsJahrescharts (2003)      | Platzierung |
| ------------------------------ | ----------- |
| Vereinigte Staaten (Billboard) | 11          |

| ChartsJahrescharts (2004)      | Platzierung |
| ------------------------------ | ----------- |
| Deutschland (GfK)              | 50          |
| Vereinigte Staaten (Billboard) | 70          |

### Auszeichnungen für Musikverkäufe
Get Low erhielt im Jahr 2023 im Vereinigten Königreich für mehr als 400.000 verkaufte Einheiten eine Goldene Schallplatte.

| Land/Region                  | Auszeichnungen für Musikverkäufe (Land/Region, Auszeichnung, Verkäufe) | Verkäufe |
| ---------------------------- | ---------------------------------------------------------------------- | -------- |
| Neuseeland (RMNZ)            | 2× Platin                                                              | 60.000   |
| Vereinigtes Königreich (BPI) | Gold                                                                   | 400.000  |
| Insgesamt                    | 1× Gold · 2× Platin ·                                                  | 460.000  |